# Algú darrere la porta
 Algú darrere la porta (títol original en francès: Quelqu'un derrière la porte) és una pel·lícula franco-italiana dirigida per Nicolas Gessner i del 1971. Ha estat doblada al català.

## Argument
A Folkestone, el neuropsiquiatre Laurence Jeffries organitza un estratagema per venjar-se de la infidelitat de la seva dona que ha marxat per trobar-se amb el seu amant a París. Persuadeix un perillós malalt d'amnèsia que aquest és el marit de qui hom es mofa i el posa sobre la pista parisenca.

## Repartiment
- Anthony Perkins: Laurence Jeffries
- Jill Ireland: Frances Jeffries
- Charles Bronson: l'estranger
- Henri Garcin: Paul Damien
- Adriano Magistretti: Andrew
- Agathe Natanson: Lucy
- Denise Péronne: Infermera